# Kerguelen-szigetek
A Kerguelen-szigetek (ejtsd: kergelen, IPA: kɛʁɡelɛn) az Indiai-óceán déli medencéjének egyik francia fennhatóság alá tartozó szigetcsoportja, a Francia déli és antarktiszi területek része. Távolsága a legközelebbi szárazföldektől, a Heard-szigettől és a McDonald-szigetektől 435 km, a Crozet-szigetektől 1280 km. A szigetvilág a Port-aux-Français kutatóállomáson kívül lakatlan.

## Fekvése
A szigetcsoport a déli szélesség 49., a keleti hosszúság 70. fokánál, Ausztráliától mintegy 4000, a dél-afrikai partoktól 3800, az Antarktisztól pedig 2000 kilométerre található.
A Kerguelen-szigetek – a többi szubantarktikus szárazföldhöz hasonlóan – a Föld legfélreesőbb pontjai közé tartoznak: mivel még nem készült nagyobb repülőgépek landolására alkalmas kifutópálya, csak tengerről érhetők el, a fősziget nagy része pedig a zord terepviszonyok miatt csak helikopterrel közelíthető meg. Novembertől márciusig rendszeresen közlekedik Réunion szigetéről az 1995-ben épített „Marion-Dufresne II” nevű kutató- és teherhajó, amely a Crozet-szigeteket, a Szent Pál- és az Amszterdam-szigetet is felfűzi útvonalára; a francia Paul-Émile Victor Sarkkutató Intézet (Institut Polaire Français Paul-Émile Victor) 120,5 méter hosszú óceánjáróján átlagosan 8–10 napig tart az út.

## Geológiája

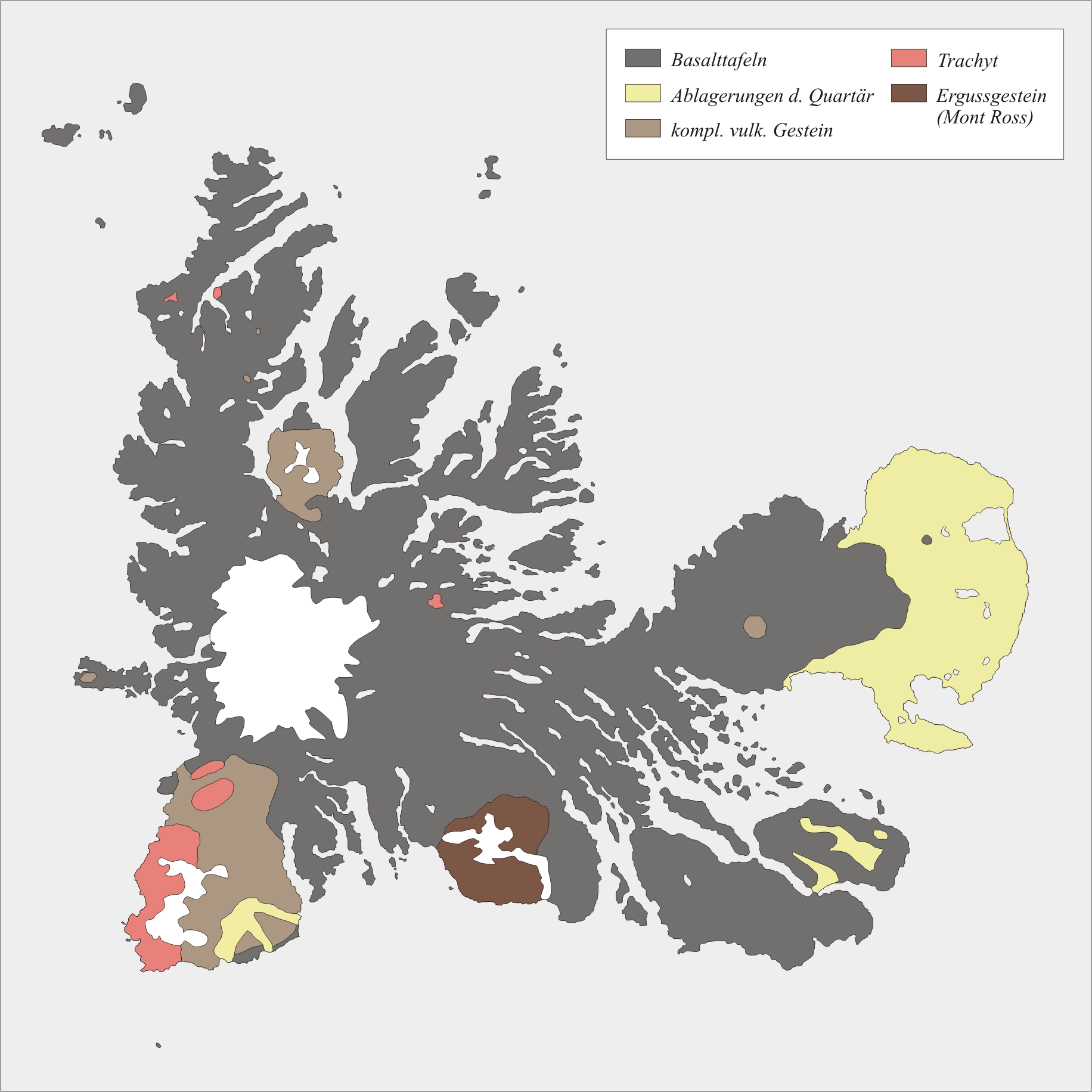
A Kerguelen-szigetek egyszerűsített földtani térképe

A vulkanikus eredetű Kerguelen-szigetek 40 millió évvel ezelőtt keletkeztek, így ez a Föld egyik legidősebb szigetcsoportja, amit a földköpenyben – annak alsó határfelületéről – felfelé mozgó, a környezeténél melegebb kőzetolvadék, az ún. köpenydiapír (köpenyoszlop, köpenycsóva) hozott létre. Ennek anyaga forrópont jellegű vulkánokból tör a felszínre. E szigetek a vulkáni tevékenység eredményeként kialakult, 3700 méterrel az óceánfenék fölé emelkedő Kerguelen-plató, illetve a nagyobb Gaussberg-Kerguelen-hátság legmagasabb részei. A hatalmas, csaknem szubkontinens méretű tenger alatti plató csupán itt, valamint a Heard-szigetnél és a McDonald-szigeteknél bukkan a felszínre. A szigetek felszínét folyamatosan alakító vulkanizmus a negyedidőszak elejére befejeződött. Az eljegesedések közötti enyhébb éghajlatú időszakokban (interglaciálisok) vastagabb növényzet, akár erdők is kifejlődhettek. Ezt támasztják alá a Kerguelenen talált kőszénleletek és fásszárú növények fosszíliái.
A Kerguelen-szigetek vulkanikus eredete miatt felszínük 85%-át bazalt borítja; ennek vastagsága több helyen az 1000 métert is eléri. A bazalttakaróba mély szakadékvölgyeket, éles szirteket vájt a szél és a víz; jellegzetes formai elemek a táblahegyek és a sziklatűk is. A fősziget délnyugati része, a Rallier du Baty-félsziget egy felszínre került, szienitből álló intrúzió (mélységi magmás kőzettest).

## Felszíne

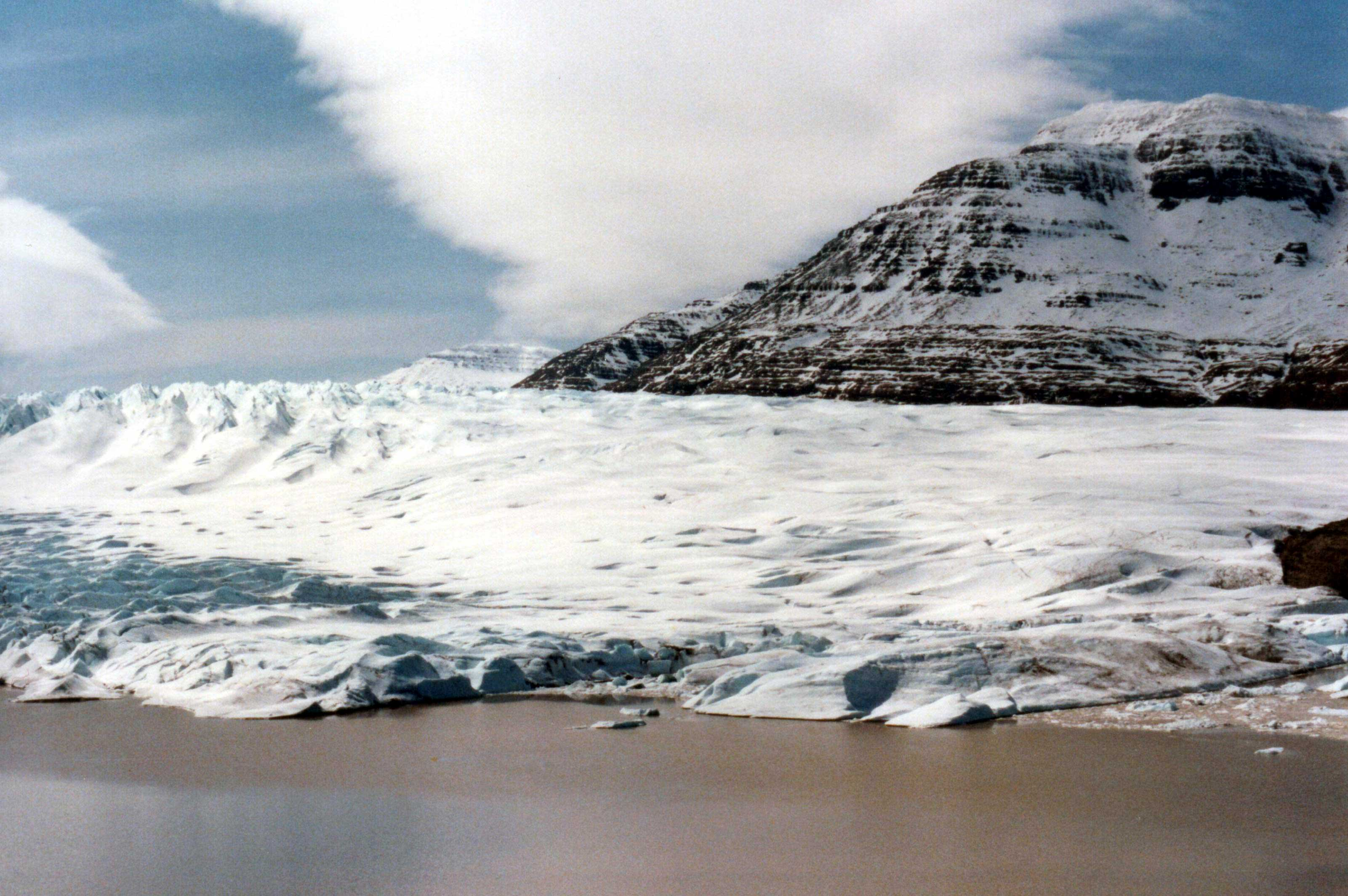
A Cook-gleccser déli végződése 1983-ban

A szigetcsoport teljes területe 7215 km², ebből a fősziget 6675 km². A szigetek legészakibb pontja (Îlot du Rendez-vous) 174 kilométerre fekszik a déli végponttól (Île de Boynes), nyugat-keleti kiterjedésük 158 kilométer (Îles de la Fortune–Ratmanoff-fok). A felszín átlagos tengerszint feletti magassága 300 m, a szigetek képét azonban a 400–600 m magas bazalt táblahegyek és a közéjük mélyülő, a szárazföldbe hosszan benyúló fjordok, folytatásukban pedig a részben ma is eljegesedett, U keresztmetszetű, tipikus gleccservölgyek határozzák meg. A fősziget felszínét vulkáni hegycsúcsok is tagolják: legmagasabb közöttük a Gallieni-félszigeten emelkedő Mont Ross (Grand Ross: 1850 m, Petit Ross: 1721 m), amit először csak 1975-ben másztak meg.
A Kerguelen-szigetek egykor teljes jégtakarójából napjainkra csak a nagyobb kiemelkedések jégsapkái maradtak meg. A Kerguelen-sziget nyugati részén, a sziget területének 7,5%-át fedő, 500 km²-es Cook-gleccserből (Calotte Glaciaire Cook) számtalan kisebb jégár ereszkedik le a környező völgyekbe; közülük néhány a tengert is eléri. A Mont Ross tömbjét és a Rallier du Baty-félsziget egy részét is jégsapka borítja.
A Würm-glaciális óta visszahúzódott gleccserek helyén ma hosszúkás, jég vájta tavak sorakoznak: a leghosszabbak a Lac d’Entr’Aigues (9 km²), a Lac Bontemps (7 km²), a Lac Hermance (6 km²). A legnagyobb felületű tó azonban a nem gleccser vájta, hanem az óceántól turzással elzárt Lac Marville (25 km²) a Courbet-félsziget északkeleti sarkában. A sziget síkabb (a térképen zölddel jelölt) részein az egykori jégtakaró jellegzetes olvadékvíz-síkságokat hagyott hátra; ezeket szeszélyesen elágazó patakmedrek tagolják.
Az összesen 400 sziget közül a második legnagyobbat, Foch-szigetet (Île Foch) a fősziget (Grande Terre) körülöleli. Partvonalaik rendkívül tagoltak, sziklásak; a part menti sziklafalak átlagosan 200 méter magasak, de a Jeanne d’Arc-félsziget déli szegélyén helyenként közvetlenül 800 méter magasra emelkednek a tengerszintről (Cap des Aiguilles, Cap du Challenger).

## Tájegységei

### Félszigetek
| 1  | Courbet-félsziget               | 2  | Rallier du Baty-félsziget | noframe |
| 3  | Gallieni-félsziget              | 4  | Loranchet-félsziget       | noframe |
| 5  | Jeanne d'Arc-félsziget          | 6  | Ronarc'h-félsziget        | noframe |
| 7  | Société de Géographie-félsziget | 8  | Joffre-félsziget          | noframe |
| 9  | Prince de Galles-félsziget      | 10 | Gauss-félsziget           | noframe |
| 11 | Bouquet de la Grye-félsziget    | 12 | Entrecasteaux-félsziget   | noframe |
| 13 | Bougainville-félsziget          | 14 | Hoche-félsziget           | noframe |

### Szigetek
| 1  | Foch-sziget                                   | 2  | Saint-Lanne Gramont-sziget                        | noframe |
| 3  | Port-sziget                                   | 4  | Ouest-sziget                                      | noframe |
| 5  | Longue-sziget                                 | 6  | Howe-sziget                                       | noframe |
| 7  | Mac Murdo-sziget                              | 8  | Australia-sziget                                  | noframe |
| 9  | Nuageuses-sziget (Croÿ-sziget, Roland-sziget) | 10 | Leygues-sziget (Castries-sziget, Dauphine-sziget) | noframe |
| 11 | Prince de Monaco-sziget                       | 12 | Violette-sziget                                   | noframe |
| 13 | Haute-sziget                                  | 14 | Gaby-sziget                                       | noframe |
| 15 | Altazin-sziget                                |    |                                                   | noframe |

### Kerguelen-sziget (Grande Terre)

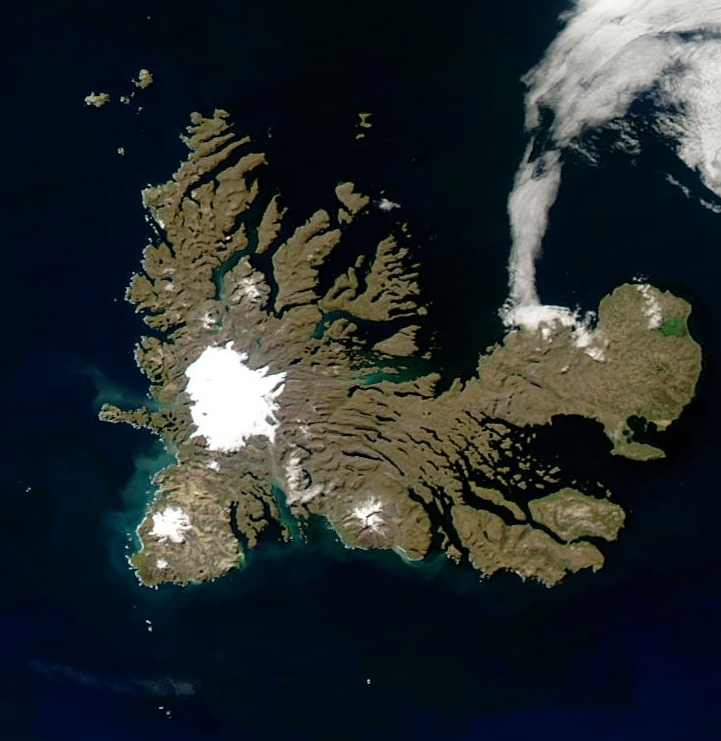
A Kerguelen-szigetek a NASA űrfelvételén

A legnagyobb sziget területe 6675 km² (a szigetvilág összterületének 92,5%-a), ami a valamivel nagyobb Sjælland (7031 km²) méretével vethető össze. Nyugat-keleti kiterjedése 134 kilométer, észak-déli irányban 120 km.
Partvonala rendkívül tagolt, mélyen a sziget belsejébe futó öblök (fjordok) és a közöttük emelkedő, vad domborzatú, a központi részekkel gyakran csak igen keskeny földhidakkal összekötött félszigetek (péninsule) és földnyelvek (presqu'île) alakítják. A szabdalt formakincs miatt Grande Terre egyetlen pontja sincs a tengertől 21 kilométernél nagyobb távolságra.

#### Courbet-félsziget
A Courbet-félsziget a legnagyobb területű és legváltozatosabb felszínű a Kerguelen-sziget földnyelvei közül. Nevét Amédée-Anatole Courbet (1828–1885) francia admirálisról kapta. Nyugati felén 979 méterig (Mont Crozier) emelkedő hegyvidék található, amelynek vonulatai közé mély völgyek (Val Studer, Val de l’Ouest) ékelődnek. A félsziget sík keleti részének átlagmagassága viszont alig nagyobb a tengerszintnél, partjait homok- és kavicsfövenyek szegélyezik. A keleti partvidéken fekvő Marville-tó a sziget legnagyobb vízfelülete, környékén még számtalan apró víztükör csillog.
Az 54 kilométer átmérőjű félszigetet északról a Bálnavadász-öböl (Golfe des Baleiniers), délről a mintegy 50 kisebb-nagyobb szigettel (pl. Île Australia, Île Haute) tarkított Morbihan-öböl határolja. A Morbihan-öböl szélvédett helyzete miatt a szigetvilág többi részéhez képest enyhébb éghajlatú, és egy 8 km széles csatorna (Passe Royale) köti össze az Indiai-óceánnal, amelyen keresztül biztonságosan közelíthetik meg az óceánjáró hajók.
Az öböl viszonylag kedvező fekvése miatt 1949-ben itt hozták létre az azóta is folyamatosan működő francia kutatóállomást, Port-aux-Français-t. 1976-ban bővítették a tudományos célokat szolgáló épületegyüttest, amelyben még templomot (Notre-Dame des Vents) és kórházat is kialakítottak az éppen itt tartózkodók számára. Az egész évben itt élő és dolgozó népesség 60 fő, ugyanakkor a nyári időszakban (december–március) ez a szám általában megduplázódik. Az állomás területén és környékén lévő néhány makadámúton kívül a szigeten más úttest nincsen.

#### Jeanne d’Arc-félsziget

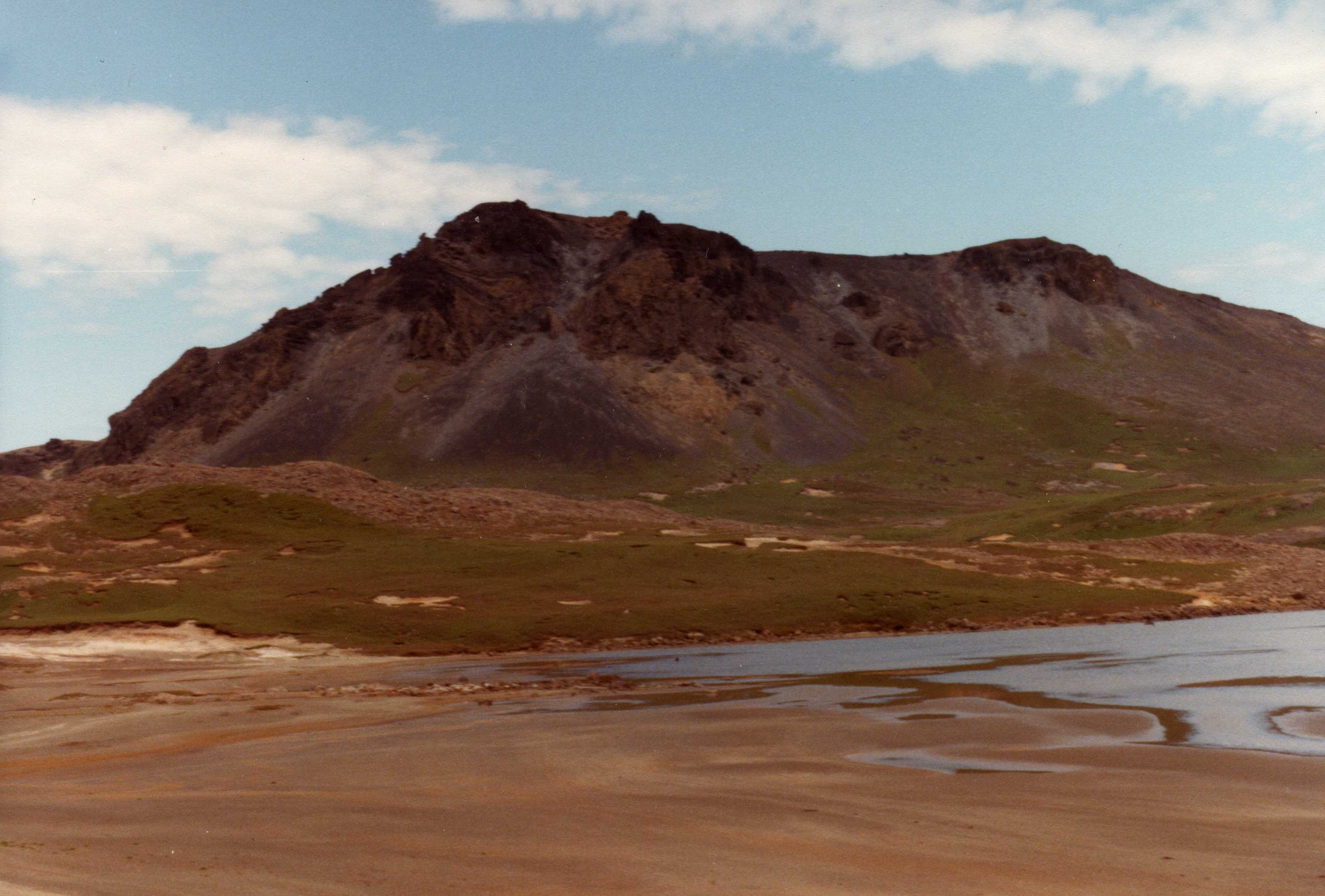
Volcan du Diable, Plateau Central

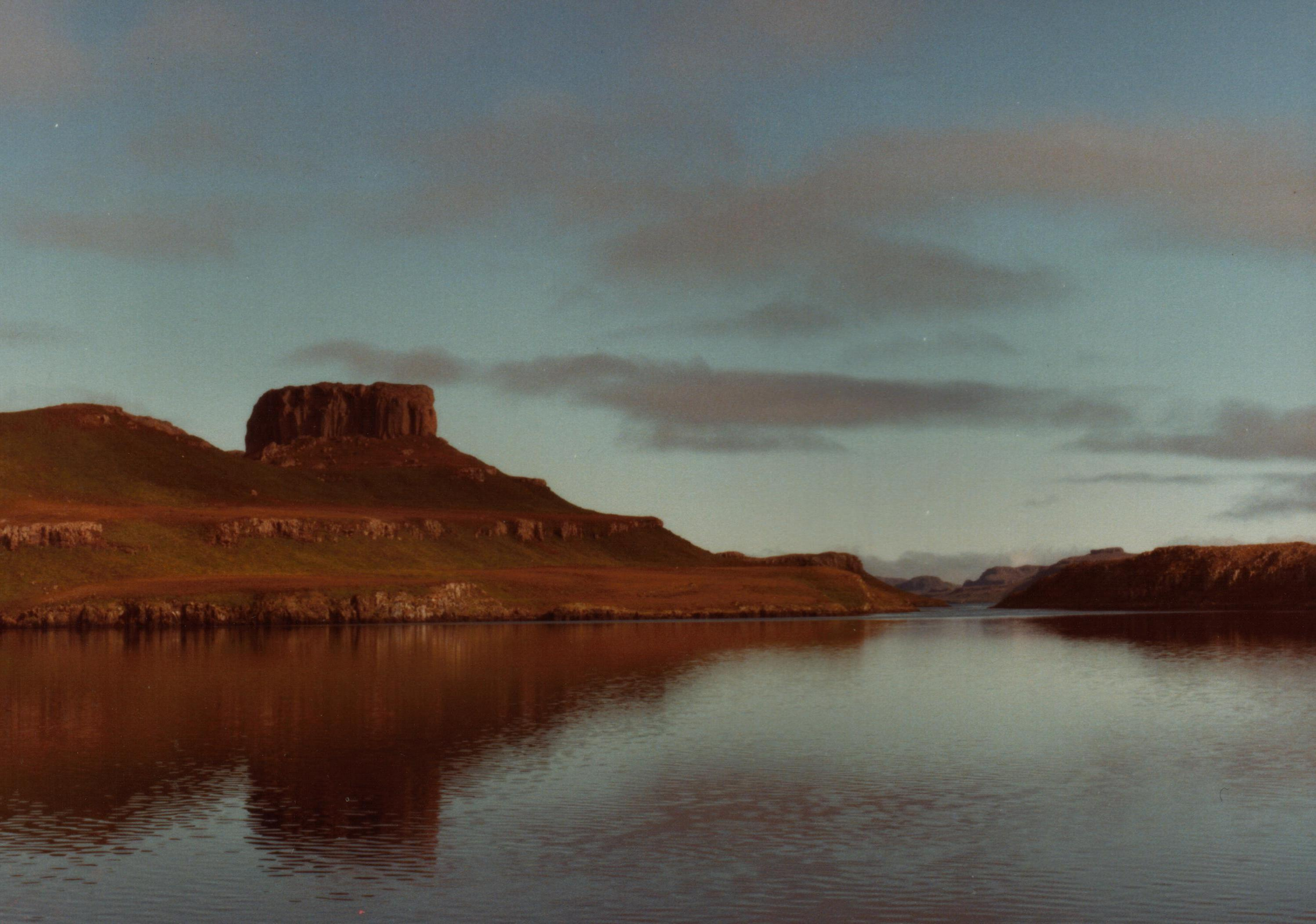
Morbihan-öböl

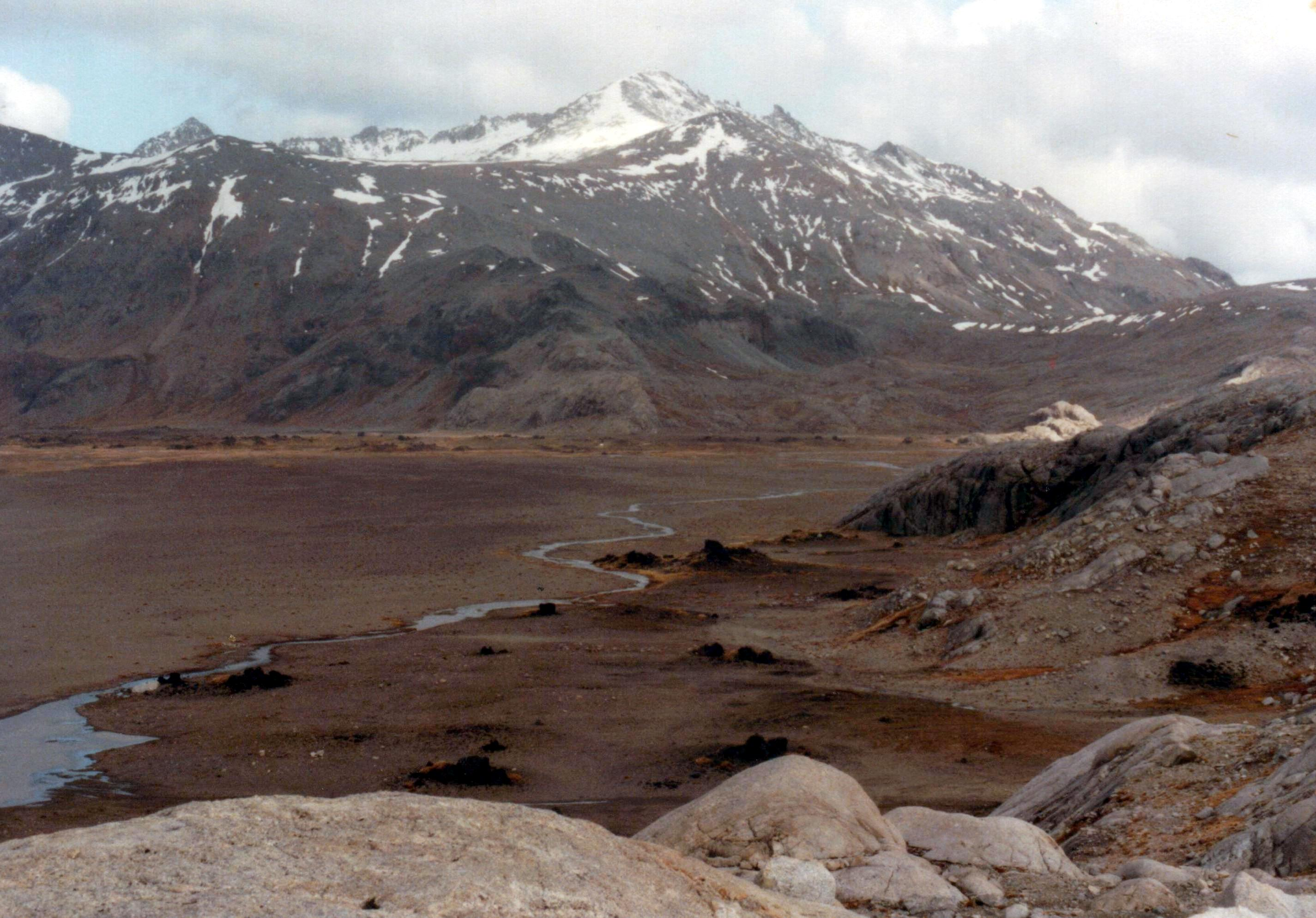
Rallier du Baty-félsziget

A Morbihan-öblöt délről védelmező Jeanne d’Arc-félszigetet mindössze egy 500 m keskeny földhíd köti össze a Grande Terre fő tömbjével. Felszíne tagoltabb a Courbet-félszigeténél: meredeken emelkedő, többnyire platószerűen lapos tetejű magaslatok és a közöttük húzódó keskeny, vizenyős talpú völgyek jellemzik. Különösen zord a félsziget déli felének domborzata, ahol több száz méteres sziklafalakkal tör le a Challenger-fokban (Cap du Challenger), a fősziget legdélibb pontjában végződő, sziklatűkkel szabdalt gerinc. E vonulat legmagasabb pontjai a Mont Tizard (844 m) és a Mont Evans (718 m). Nyugatról a Swains-öböl (Baie des Swains) határolja a félszigetet, itt két nagyobb sziget is található (Île Altazin, Île Gaby).
1908-ban, a félsziget északnyugati csücskében norvég cetvadászok feldolgozót létesítettek Port-Jeanne d’Arc néven. A napjainkban romos telep négy bádogtetős faházból és egy istállóból áll, mellettük főzőüstök és más segédeszközök láthatók. Az egyik épületet 1977-ben felújították.

#### Ronarc’h-félsziget
Ez a félsziget is csupán egy igen keskeny földdarabon – a Halage des Naufragés-n – keresztül kapcsolódik a Jeanne d’Arc-félszigethez és így a sziget többi részéhez. Nevét Pierre Alexis Ronarc'h (1865-1940) francia admirális emlékére kapta. Hegyvonulatai a középső részeken emelkednek (Mont Wyville Thomson, 937 m; Mont Rouge, 529 m), ahol a domborzat reliefenergiája nagy, a partmenti részek azonban kevésbé meredekek. Legérdekesebb formaeleme a 744 m magas, kúp alakú, Le Pouce („hüvelykujj”) elnevezésű vulkánroncs. A félsziget északi partján található Port-Douzième földmágnesség-kutató állomásának magányos épülete.

#### Gallieni-félsziget
A Grande Terre déli feléhez kapcsolódó Gallieni-félsziget 34 km hosszan húzódik az Audierne-öböl (Baie d’Audierne) és a Swains-öböl között. A tájegység északi peremén található a Lac d’Entr’Aigues nevű tó, Kerguelen második legnagyobb vízfelülete. A félszigetet a Gallieni-masszívum kettős csúcsa (Mont Ross, 1850 m; egyben a sziget legmagasabb pontja) és két további jellegzetes hegyorom (Dôme du Père Gaspard, 1063 m; Pyramide Noire, 996 m) uralja. Számtalan impozáns bazaltforma látható, közülük is kiemelkedik szépségével a Gallieni-félsziget nyugati partján, a Larose-öbölben álló, 235 m magas Doigt de Sainte-Anne („Szent Anna ujja”), amelynek tövénél a szigetvilág egyik igen népes királypingvin-kolóniája él.

#### Rallier du Baty-félsziget
A Cook-gleccsertől délnyugatra csatlakozik a szigethez a Rallier du Baty-félsziget. Nyugatról a tágas Bretonne-öböl (Baie Bretonne), a keleti oldalon a számos keskeny fjorddal tagolt Audierne-öböl határolja. A félsziget nyugati felét a jégsapkát viselő Mont Henri 1262 méteres tömbje uralja, míg keleten nyugalmasabb a tájkép. Itt széles, vízfolyások medreivel tarkított, a gleccserek visszahúzódásakor kialakult, morénák anyagával feltöltött síkságok láthatók (pl. Vallée des Sables), amelyekből csak néhol emelkednek ki 600–800 m magas hegyek.

#### Loranchet-félsziget
A nehezen megközelíthető, Grande Terre legészakibb részét alkotó Loranchet-félszigetet is a szárazföldbe mélyen benyúló, elágazó öblök hálózzák be. Közülük is kiemelkedik méretével a 21 kilométeres Recques-öböl (Baie de Recques). Keleten csak egy keskeny csatorna választja el az 54 kilométer hosszú félszigetet a Saint-Lanne Gramont-szigettől és a Société de Géographie-földnyelvtől. Északnyugatra, a J. B. Charcot-csatornán túl, a Nuageuses-szigetek (Îles Nuageuses) kis csoportja dacol az állandóan erős nyugatias széllel.
A félsziget északi végződésénél, a Baie de l’Oiseau tengeröblében található egykori földmágnesség-kutató állomásnál – Port Christmasnál – horgonyzott hajójával James Cook 1776 karácsonyán. Az apró öböl délkeleti sarkában állt valaha a sziget híres sziklaalakulata, a Kerguelen-boltív, amely napjainkra beomlott, bár még maradványai is emlékezetes látványt nyújtanak.

#### Société de Géographie-félsziget
A Loranchet-félsziget és a Foch-sziget által közrefogott csaknem kör alakú, 14×11 kilométer kiterjedésű félszigetet az 1821-ben alapított Francia Földrajzi Társulat tiszteletére keresztelték el. A környező területeknél kissé magasabbra, 1081 méterig (Mont Richards) emelkedő tájait jégsapka fedi.

#### Joffre-félsziget
A Foch- és Port-sziget között, a Baleiniers-öbölben, legyezőszerűen elterülő földdarabra fokozottan jellemző a szabdalt partvonal, amely előtt számtalan kisebb sziget, sziklaszirt emelkedik. A Joffre-félsziget legmagasabb pontja a Mont Dr. Récamier (451 m).

#### Bouquet de la Grye-félsziget

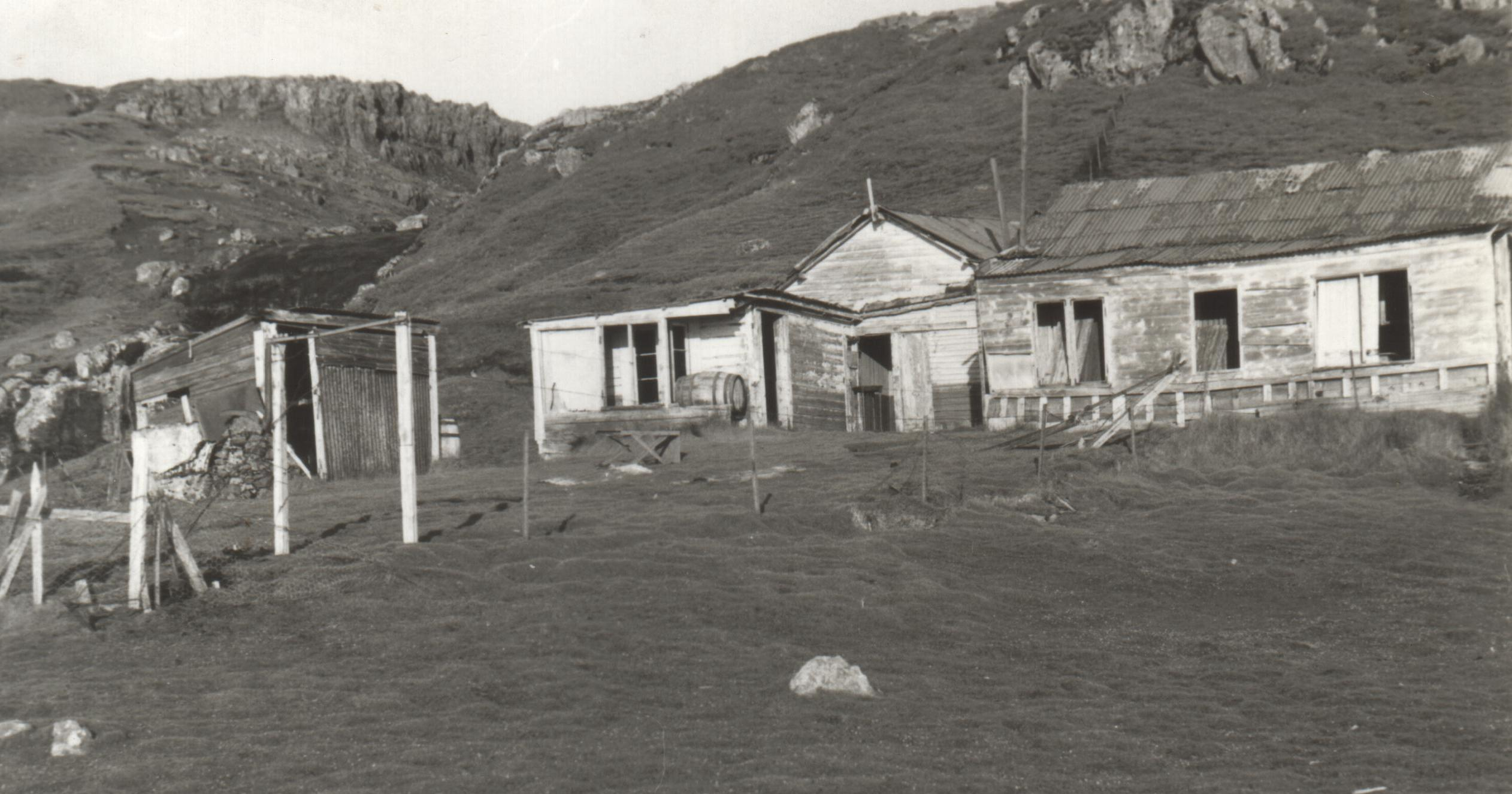
Port-Couvreux, Bouquet de la Grye-félsziget

A Cook-gleccser és a Courbet-félsziget között elnyúló kis Bouquet de la Grye-félsziget és Grande Terre zárja közre Kerguelen harmadik legnagyobb édesvizét, a Lac Bontemps-t. A 19 kilométer hosszú földnyelv keleti végénél láthatók az egykori juhtelep, Port Couvreux romjai, ahol 1912 és 1931 között folyt állattenyésztés.

### További szigetek

#### Foch-sziget
A Foch-sziget [fɔʃ] a Kerguelen-szigetek második legnagyobb tagja: területe 206,2 km², észak-déli kiterjedése 28 kilométer. A főszigettől keskeny tengercsatorna választja el, nyugatról a Saint-Lanne Gramont-sziget, keletről a Howe-sziget fekszik a közelében. A szárazulat belső tájain és északkeleti felében 400–600 m magas hegyvonulatok emelkednek, amelyek a 687 méteres Pyramide Mexicaine nevű csúcsban érik el tetőpontjukat.
A szigetnek különleges ökológiai jelentősége van, mivel a Kerguelen-szigettel ellentétben itt soha nem települt meg az ember, így megmaradhatott az eredeti, máig csaknem érintetlen ökoszisztéma. Nincsenek az ember által behurcolt gerincesek sem (macskák, nyúl- és egérfélék), amelyek a természetes növényzetet vagy a madárvilágot károsíthatták volna. Ennek az állapotnak a megőrzése érdekében a szigetre látogatók számát is korlátozzák.

#### Saint-Lanne Gramont-sziget
45,8 km²-es területével és 480 métert elérő hegyvonulatával a Saint-Lanne Gramont-sziget a harmadik legnagyobb; keleti szomszédja a Foch-sziget, nyugatra a Loranchet-félsziget partjai húzódnak. A sziget legnagyobb kiterjedése 16 km.

## Éghajlata

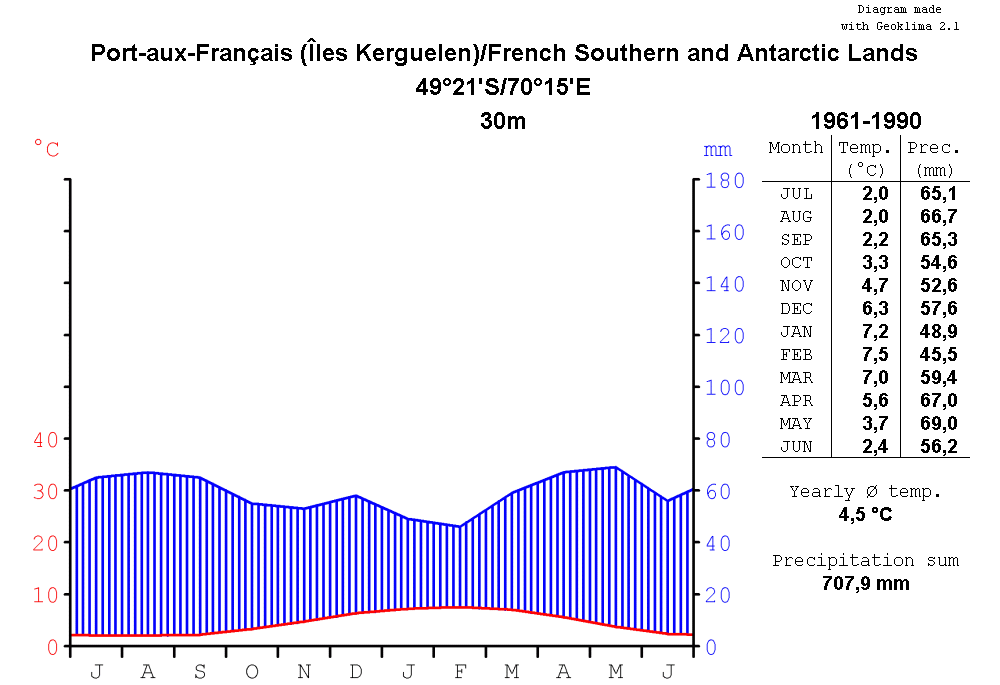
Port-aux-Français éghajlati diagramja

A Kerguelen-szigeteken hideg és rendkívül szeles óceáni éghajlat uralkodik. A legenyhébb hónap (február) sokévi átlaghőmérséklete 7,5 °C, míg júliusban és augusztusban ugyanez az érték 2,0 °C. Az évi középhőmérséklet 4,5 °C körül van, ugyanakkor nyáron is csak néha haladja meg a 10 °C-ot, télen pedig ritkán süllyed a −10 °C alá. A szigetvilág körüli tenger gyakran háborog, mert fekvése folytán az Indiai-óceán déli részén, az „üvöltő negyvenesek” („Roaring Forties”) övében csaknem állandóan erősen vagy viharosan fújó nyugati szelek útjába esik. A nyugatias áramlással érkező légtömegekből éves átlagban 708 mm csapadék hull, ami abszolút értékben nem sok, a viszonylag gyenge párolgást is figyelembe véve azonban nedves éghajlatot jelent.
A kergueleni időjárás legmeghatározóbb eleme az állandó szél, amely nem ritkán 200 km/h feletti sebességgel is fúj. Az átlagos szélsebesség 35 km/h, az év 150 napján viharos, 41 napján orkánerejű szél is felléphet. Bár az előbbiekben felsorolt értékek extrém klímára utalnak, a szigetek mai éghajlata jócskán eltér a 18. századi felfedezések idején tapasztalttól. Napjainkban már csak igen ritkán figyelnek meg jéghegyeket a partok közelében, és az utóbbi harminc évben a jégsapkák, gleccserek is fogyásnak indultak. Emiatt az 1960-as években még megközelíthetetlen magaslatok, hegynyergek ma már könnyen járhatók.
| Hónap                         | Jan. | Feb. | Már. | Ápr. | Máj. | Jún. | Júl. | Aug. | Szep. | Okt. | Nov. | Dec. | Év  |
| ----------------------------- | ---- | ---- | ---- | ---- | ---- | ---- | ---- | ---- | ----- | ---- | ---- | ---- | --- |
| Átlagos max. hőmérséklet (°C) | 11,2 | 11,5 | 10,7 | 8,8  | 6,6  | 5,0  | 4,8  | 5,0  | 5,3   | 6,8  | 8,4  | 10,2 | 7,8 |
| Átlaghőmérséklet (°C)         | 7,2  | 7,5  | 7,0  | 5,6  | 3,7  | 2,4  | 2,0  | 2,0  | 2,2   | 3,3  | 4,7  | 6,3  | 4,5 |
| Átlagos min. hőmérséklet (°C) | 4,1  | 4,3  | 3,7  | 2,6  | 0,9  | −0,3 | −0,8 | −0,8 | −0,7  | 0,4  | 1,6  | 3,1  | 1,5 |
| Átl. csapadékmennyiség (mm)   | 49   | 46   | 59   | 67   | 69   | 56   | 65   | 67   | 65    | 55   | 53   | 58   | 708 |
| Forrás: climate-charts.com    |      |      |      |      |      |      |      |      |       |      |      |      |     |

## Növényvilága

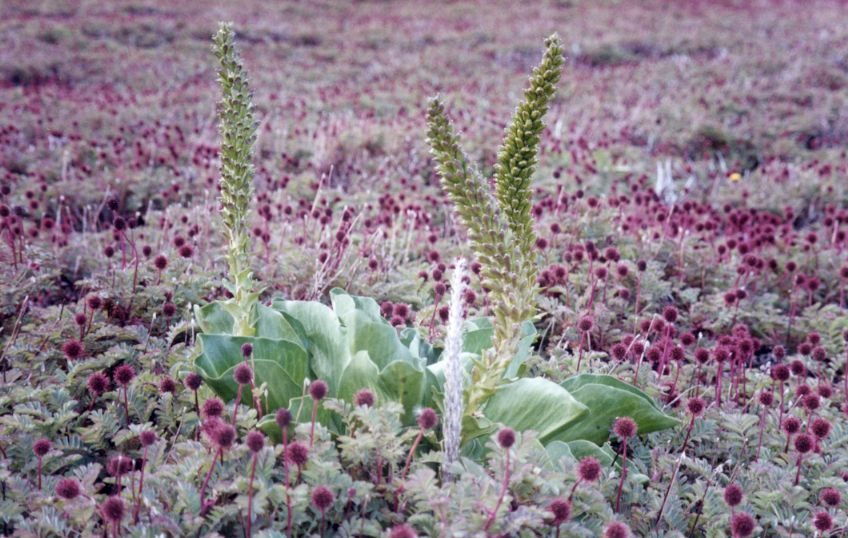
Kergueleni káposzta (Pringlea antiscorbutica), körülötte egy Acaena-faj (tüskésdiócska) példányai

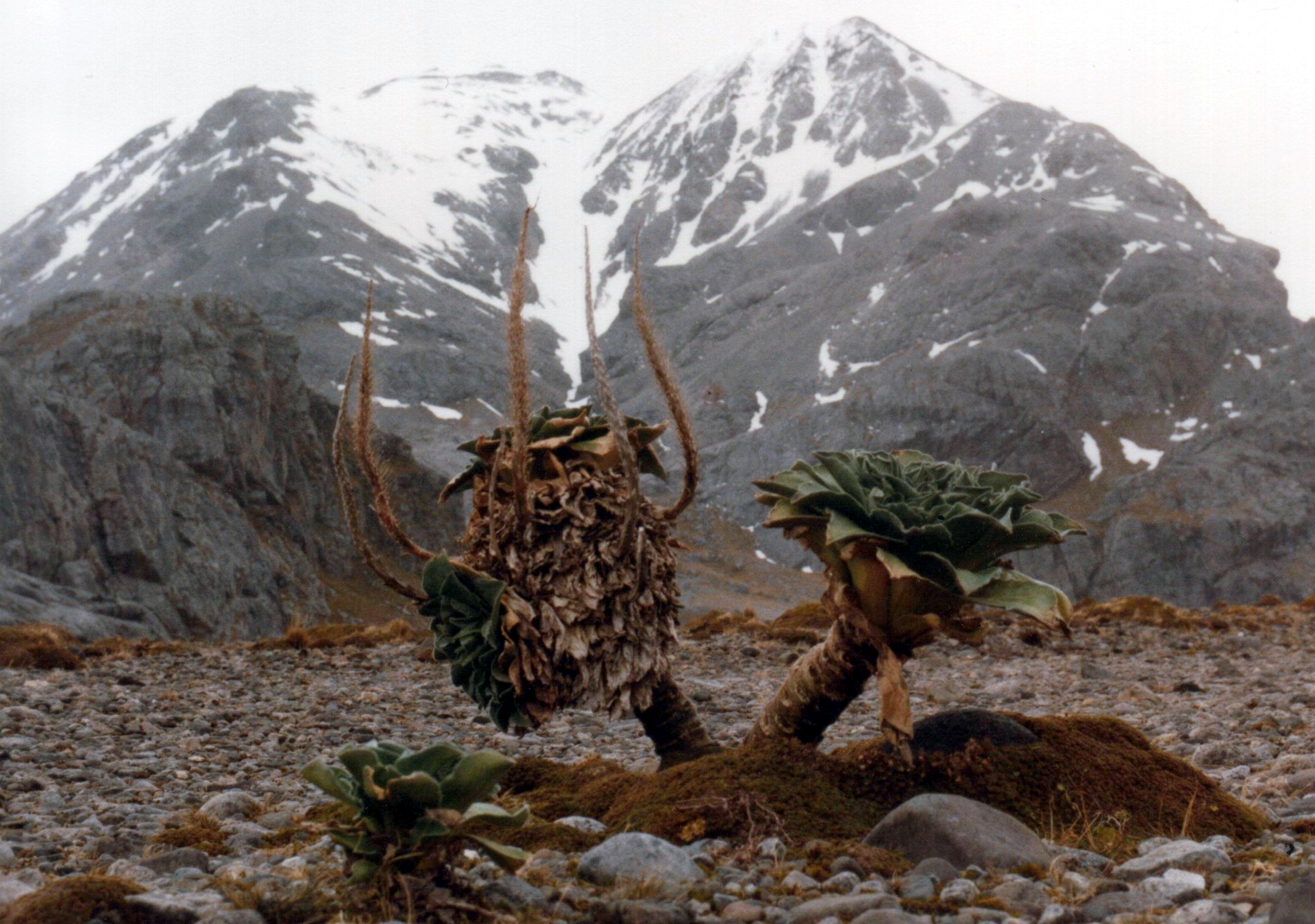
A kergueleni káposzta kifejlett példánya a Rallier du Baty-félszigeten

A szigeteken csak meglehetősen gyér tundranövényzet fejlődött ki. A kedvezőtlen éghajlat – különösen a viharos szélviszonyok – miatt nem tudtak fatermetű növények megtelepedni. A partvidékeken, 50 méteres tengerszint feletti magasságig főként pázsitfüvek találhatók; a magasabban fekvő tájak sziklafelszíneit moha- és zuzmófajok borítják. Kerguelen flórájának leggyakoribb elemei a zuzmók, amelyeknek 150 faját azonosították, ebből mintegy 60 endemikus. Sík terepen vagy vízfolyások közelében – ahol a talaj nyirkos, ingoványos – tőzegmohák gyakran tömegesen borítanak be összefüggő felületeket, néha azonban meredekebb domboldalakra is felkapaszkodnak. Az ilyen területeket jobb elkerülni, mert a mohapárna alatt rejtőző tócsákban derékig elsüllyedhet az óvatlan.
Igen elterjedt növénynemzetségek Kerguelenen a tüskésdiócska (Acaena) és az ernyőspárna (Azorella). Az Azorella selago nevű fajnak akár méteres vastagságú párnaszerű példányai is lehetnek, amelyekből nagy területű, összefüggő növényzet is kialakul. Az ilyen laza és csúszós felszínen az ember számára rendkívül nehéz az előrejutás, a tengeri madaraknak azonban eszményi fészkelőhelyet biztosít a zegzugos környezet. Hasonló aljzatot alkot a szigetvilágban endemikus, szegfűvirágúak közé sorolt Lyallia kerguelensis (Montiaceae) növény is.
Jellegzetes őshonos növény a mindössze néhány szubantarktikus szigeten élő, a keresztesvirágúak (Brassicaceae) közé tartozó kergueleni káposzta (Pringlea antiscorbutica), amelynek tudományos neve egykori felhasználására utal. Régen skorbut ellen fogyasztotta az erre vetődő hajók legénysége, mivel nagyon nagy a C–vitamin-tartalma. A szárazföldi emlősök behurcolása azonban komoly következményekkel járt: az egér- és nyúlfélék megtizedelték a növényfaj populációját, amely azóta sem tudott regenerálódni. Hasonló pusztítást végeztek a zuzmóállományban a betelepített rénszarvasok.
A gyengén fejlett szárazföldi flórához képest a Kerguelen-szigetek körüli óceán növényzete gazdagnak mondható. Elemei közül említésre méltó a Macrocystis pyrifera nevű hatalmasra növő barnamoszat, valamint a Durvillea antarctica, amely áthatolhatatlan algaszőnyegeket alkot a sziklás partok mentén.

## Állatvilága

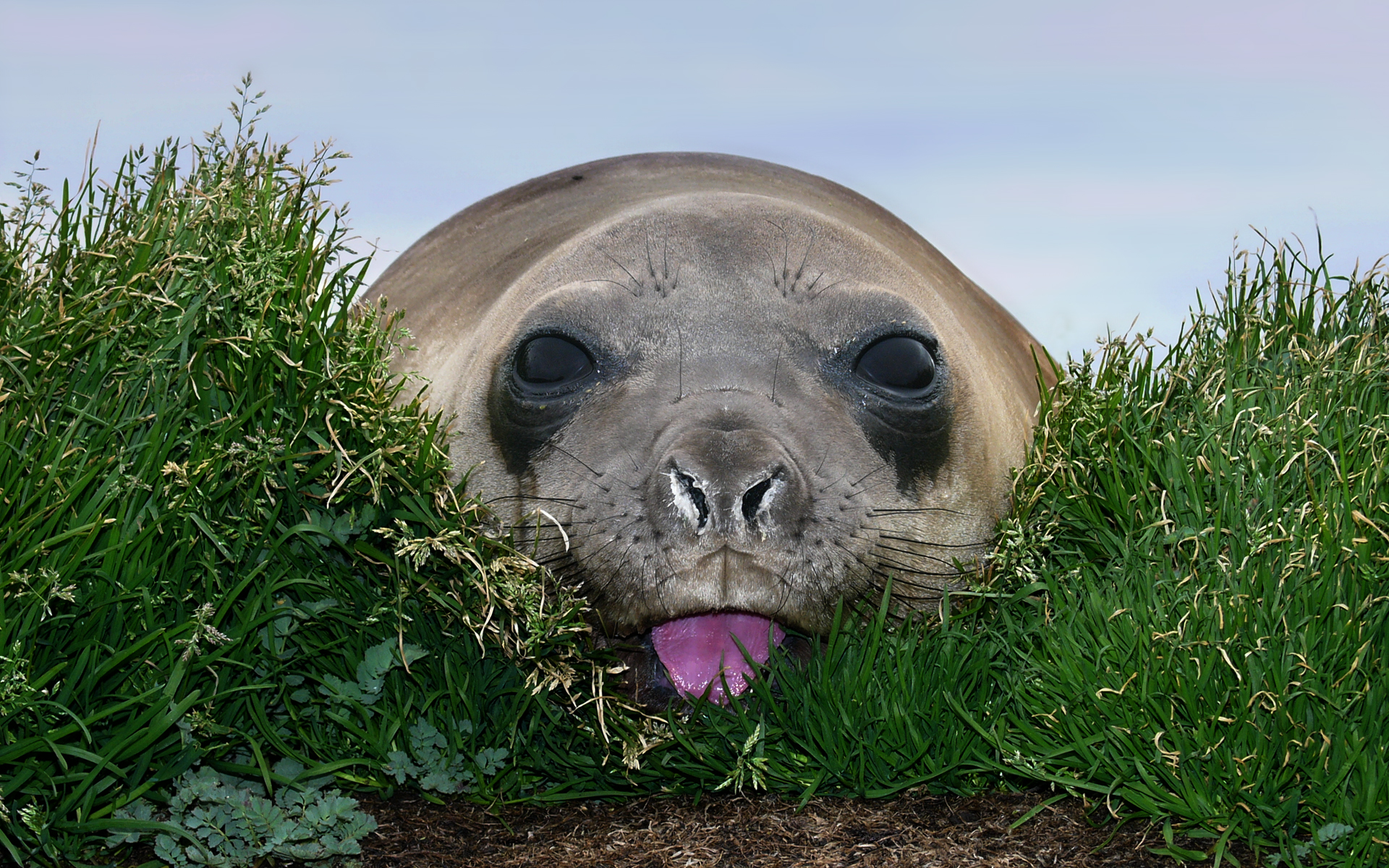
Déli elefántfóka nősténye a Kerguelen-szigetek füves strandján

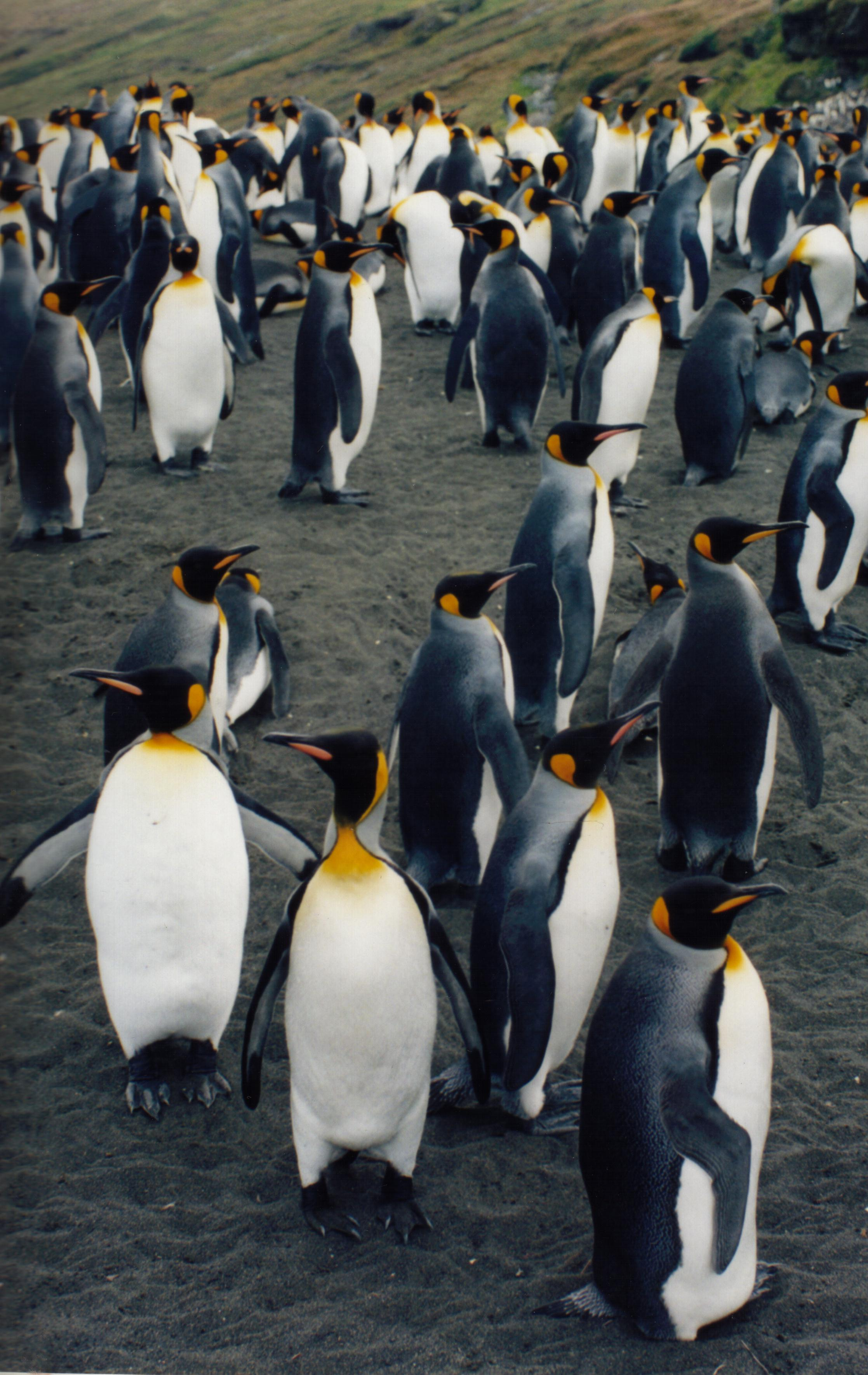
Királypingvin (Aptenodytes patagonicus)

Az ember már az első kergueleni felfedezőutak idejétől kezdve komoly hatással volt a szigetvilág törékeny ökoszisztémájára. A kíméletlen, a szigetek állatvilágát kizsákmányoló, folyamatos termelésnövekedést célzó rablógazdálkodással majdnem teljesen kiirtották a fóka- és pingvinállományt. Csupán a 20. században sikerült korlátozni a vadászatot: az életbe léptetett szigorú intézkedéseknek köszönhetően lassan helyreállt a fóka- és pingvinpopuláció.
A Kerguelen-szigeteknek igen gazdag és sokszínű madárvilága van. Becslések szerint 10–20 millió példányról lehet szó, amelyek 18%-a pingvinféle, de nagyon sok viharmadárfélék, albatroszfélék, halfarkasfélék és kárókatonafélék (pl. a varacskos kárókatona (Phalacrocorax verrucosus)) közé tartozó faj is fészkel itt.
A laposabb partszakaszokon – így a Larose-öbölben vagy a Courbet-félsziget Ratmanoff-fokánál – hatalmas királypingvin-kolóniák élnek. A sziklásabb részek jellegzetes fajai a bóbitás pingvin (Eudyptes chrysolophus) és az aranytollú pingvin (Eudyptes chrysocome). A számtalan röpképes madárfaj közül kiemelendő a szigetvilág valamennyi tagján őshonos kerguelen-szigeteki nyílfarkúréce (Anas eatoni).

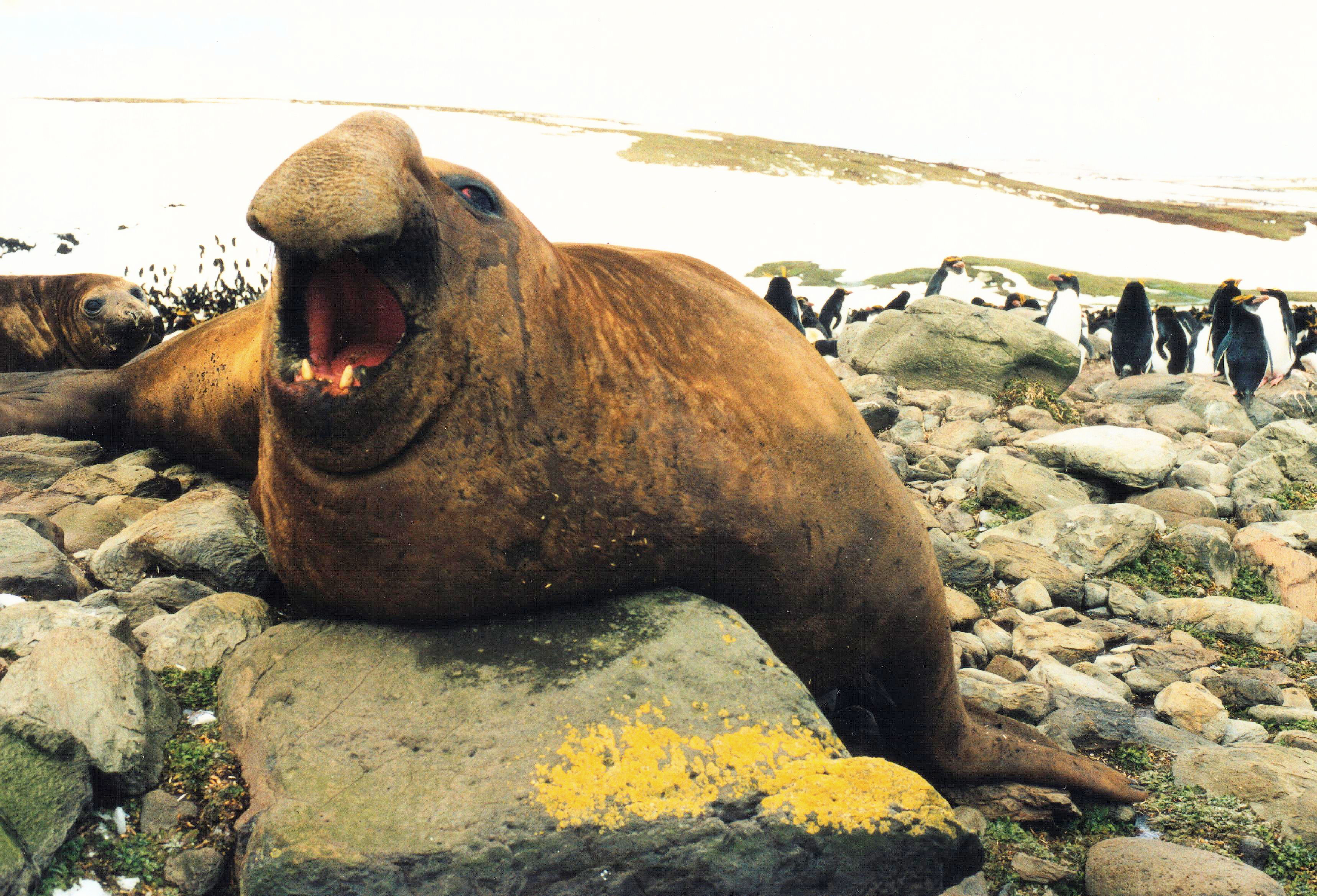
Déli elefántfóka Kerguelen szigetén

Az emlősök legimpozánsabb helyi képviselői a fókafélék. A déli elefántfókák (Mirounga leonina) a nyári időszakban évről évre a sziget partjainál gyűlnek szaporodni, aminek során a hímek kegyetlen harcokat vívnak a nőstények birtoklásáért. Gyakori tengeri faj még a leopárdfóka (Hydrurga leptonyx), de a közeli vizekben sok közönséges barázdásbálna, nagy ámbráscet és kardszárnyú delfin él.
Az alacsonyabb rendű állatok közül a számos röpképtelen légy- és lepkefaj említhető; szárnyaik elcsökevényesedése a szeles éghajlatra vezethető vissza.
A szigetek felfedezését követően több, nem őshonos állatfajt is betelepített az ember. A 19. században cetvadászok hozták magukkal háziállataikat: nyulak, macskák kerültek ekkor a szigetre. Az 1950-es évektől a juhtenyésztés is megindult, később Lappföldről hoztak rénszarvasokat. A macskapopuláció létszáma időközben 15 ezerre nőtt a becslések alapján, így komoly veszélyt jelentenek a madarakra.

## Történelme

### 18. század

#### Yves Joseph de Kerguelen de Trémarec

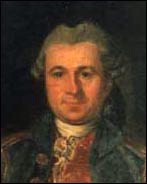
Yves Joseph de Kerguelen de Trémarec

A Kerguelen-szigeteket nagy valószínűséggel Yves Joseph de Kerguelen de Trémarec (1734–1797) francia ellentengernagy és hajójának legénysége pillantotta meg először 1772. február 12-én. A tengerész útja a második nagyobb francia expedíció volt az Indiai-óceán déli részén ebben az időben: 1772. január 25-én a közeli Crozet-szigeteknél vetette partra a vihar Marc-Joseph Marion du Fresne (1724–1772) felfedező egységét.
XV. Lajos francia király az ismeretlen déli kontinens megkeresésével és feltételezett lakóinak megismerésével bízta meg de Kerguelent. De Kerguelen Île-de-France szigetén – a mai Mauritiuson – kezdte felfedezőútját, ahonnan a Fortune és Gros Ventre elnevezésű vitorlásokkal 1772. január 16-án indult tovább. A fősziget nyugati partjainál azonban lehetetlen vállalkozásnak tűnt a partraszállás. A Gros Ventre de Boiguehenneuc nevű tisztjének mégis sikerült Grande Terre délnyugati csücskében, az Anse du Gros Ventre-öbölben partot érnie, amivel a lakatlan szigetvilág francia felségterületté vált. A szélsőséges időjárási helyzetben a két hajó legénysége szem elől tévesztette egymást, emiatt a de Kerguelen irányítása alatt álló Fortune jóval a másik hajó előtt, már március 27-én visszatért Franciaországba.
A francia tengerész meg volt győződve arról, hogy a régóta keresett déli szárazföldet találta meg, amelyet ezért La France Australe („Déli Franciaország”) névre keresztelt. A királynak gazdag, sűrűn lakott kontinensről számolt be, így hamarosan újabb misszióra kapott megbízást, ami 1773. március 26-án vette kezdetét. Ezúttal három hajóval indult a felfedezőút: a Roland, Oiseau és Dauphine nevű vitorlások október 28-án folytatták útjukat végleges céljuk felé Réunion egyik kikötőjéből.
1774. január 30-án lépett az újonnan felfedezett szárazföldre de Rochegude hadnagy a hajója után elnevezett Oiseau-öbölben. De Kerguelent a kedvezőtlen időjárás és legénysége skorbut következtében meggyengült egészségi állapota azonban visszafordulásra kényszerítették, így végül nem léphetett a később róla elnevezett szigetvilág földjére. Szeptember 4-én a hajók újra elérték a hazai partokat. Az expedíció vezetőjét 1776-ban katonai törvényszék ítélte el elmulasztott segítségnyújtás és nem utolsósorban a kevéssé jövedelmező felfedezőút miatt, emiatt több évet töltött fogságban. 1797-ben hunyt el Párizsban.

#### James Cook

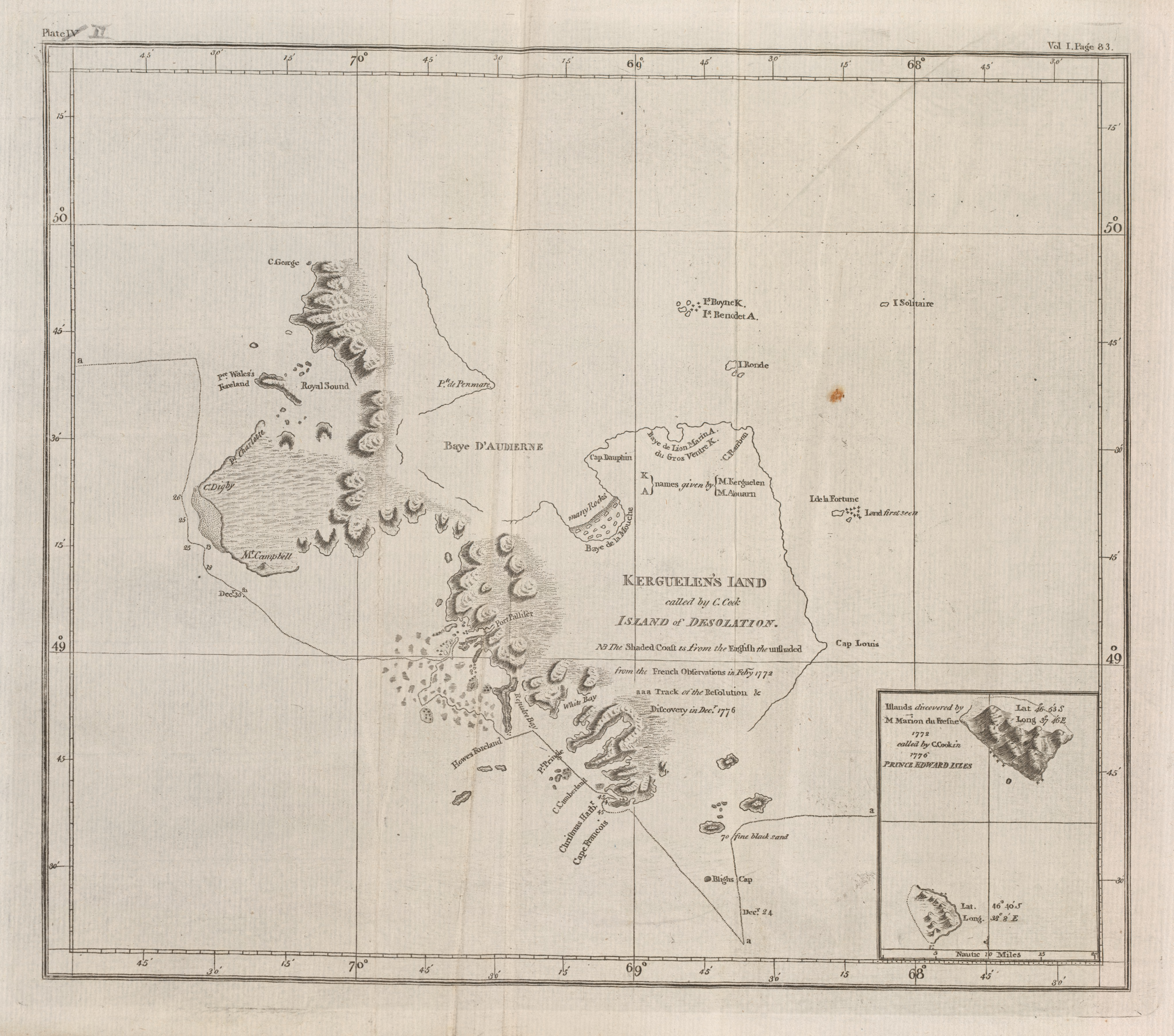
Kerguelen északi partvidékének térképe (1784)

James Cook (1728–1779) második déli féltekei expedícióján, Resolution és Adventure nevű hajóival az Indiai-óceán déli vizeit is felkereste; útja során végleg bebizonyosodott, hogy a régóta keresett, letelepedésre alkalmas déli kontinens nem létezik. Georg Forster (1754–1794) német természettudós és néprajzkutató is rész vett Cook felfedezőútján, a Resolution fedélzetén. Az út célja volt a nemrég felfedezett szubantartktikus szigetek pontosabb feltérképezése is. A nehéz időjárási körülmények között azonban nem sikerült megtalálniuk a Kerguelen-szigeteket: a sűrű ködben a két hajó különvált, útjukat a Új-Zéland felé folytatták. Georg Forster útinaplójában így jegyezte fel az 1773 februárjában történteket:
„2.: Sikertelen kísérlet de Kerguelen Úr szigetének megtalálására (déli szélesség 48° 36', keleti hosszúság ± 60°).”
„8.: Az »Adventure«-t a köd miatt – először az út során – szem elől tévesztettük.”
Cook harmadik útja a Resolution és Discovery vitorlásokkal ismét az Indiai-óceán déli részeire vezetett. A Jóreménység-fokától a Prince Edward-szigetek, majd a Crozet-szigetek felé haladtak a hajók, végül 1776. december 25-én horgonyoztak le az Oiseau-öbölben. A hely ekkor kapta a Port Christmas elnevezést. Cook eredetileg az Elhagyatott-szigetek (Islands of Desolation) nevet adta volna a szigetcsoportnak, de a francia felfedező iránti tiszteletből végül a ma is használatos Kerguelen-szigetek névre keresztelte.
Az utazás elsősorban tudományos célokat szolgált, ezért a sziget nagy részét már ekkor feltérképezték, egyúttal legalább húsz itt őshonos fajt írtak le. 1799-ben Robert Rhodes a Brit Kelet-indiai Társaság megbízásából töltött nyolc hónapot a fősziget északkeleti partvidékén, és újabb felfedezéseket tett, valamint még pontosabb térképeket készített.

### 19. század
A Kerguelen-szigetek felfedezését követően nem sokkal – a zsákmányban gazdag területet biztosítandó – megjelentek az első cet- és fókavadászok is. Már 1791-ben vagy 1792-ben jártak itt amerikaiak Alliance, Asia és Hunter nevű hajóikkal, bár még csak néhány hónapig tartózkodtak a területen, és medvefókákra vadásztak. 1804-ben követte őket egy brit fókavadászcsoport, akik annyira megtizedelték a fókaállományt, hogy az 1817-ben erre járó vitorlás (Beagle) legénysége mindössze négy példányt tudott összeszámolni.
A bálnazsír számított a lámpaolaj- és kenőanyaggyártás legfontosabb alapanyagának egészen a kőolaj felhasználásának kezdetéig. A cetek zsírszövetéből előállított nyersanyag azonban egy idő után már nem fedezte a szükségleteket, ezért elefántfókák hájrétegét kezdték hasznosítani. George Howe, brit bálnavadász 1835 és 1840 között 3000 hordónyi, ugyanebben az időszakban amerikai vadászok pedig 3700 hordó fókazsírt termeltek a szigeten. A nyers zsír hevítéséhez pingvintollat, sőt eleven pingvineket is felhasználtak.
A nehéz körülmények kezdetben sok áldozatot követeltek a tengerészek közül. A számtalan egykori sír – néhol egész temetők – helye ma már nem lelhető fel. A Norvégienne-öbölbe (Baie Norvégienne) nyúló egyik földnyelven található John Matley-nek (†1810), a Duke of Portland kapitányának végső nyughelye, amely a legkorábbi síremlék a szigetvilágban.
1840-ben érkezett Kerguelenre James Clark Ross, brit felfedező HMS Erebus és HMS Terror nevű vitorlásaival. Elődeihez hasonlóan az Oiseau-öbölben vetett horgonyt; május 5. és július 29. között maradt a szigeten.

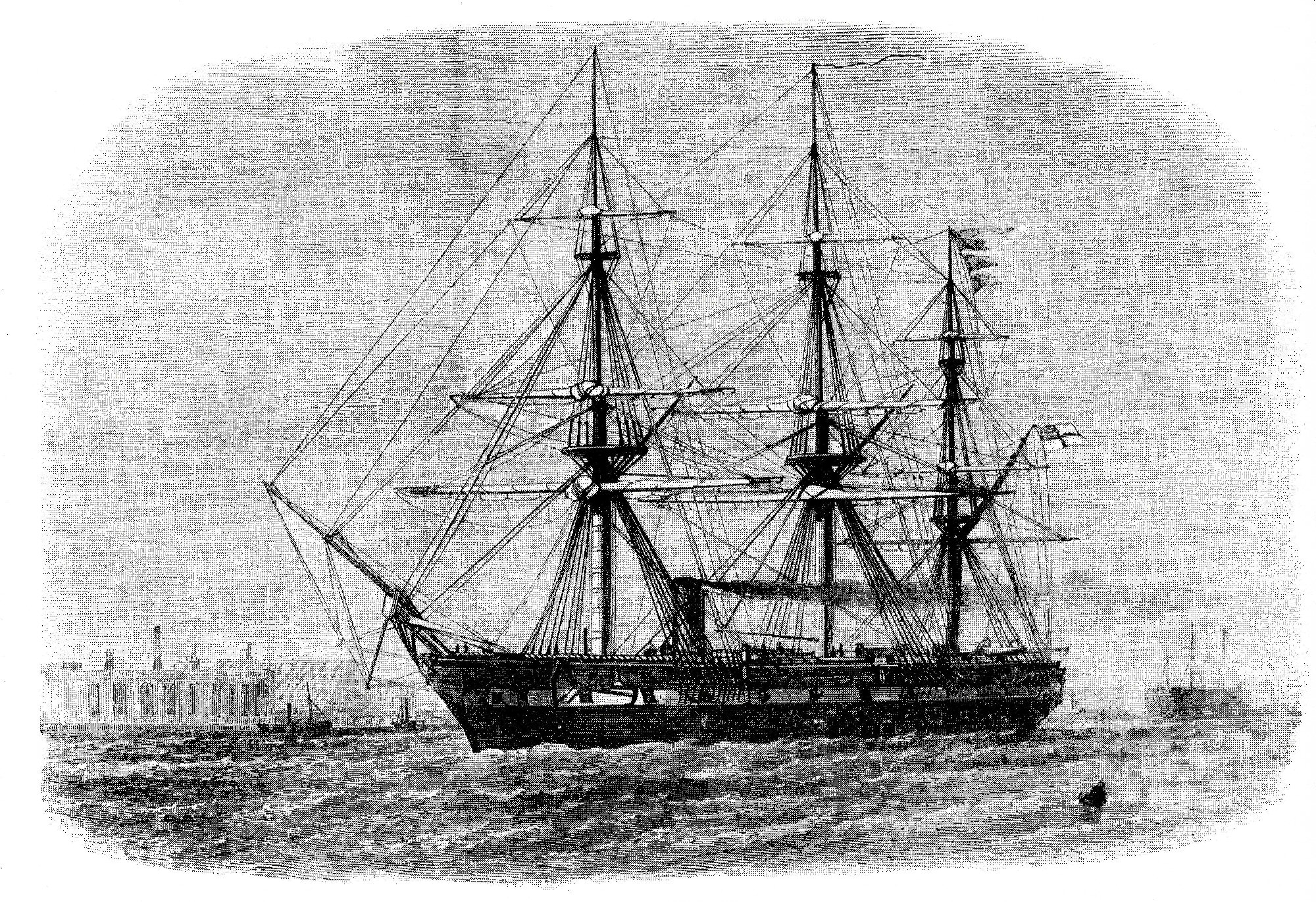
A HMS Challenger, a Challenger-expedíció névadó gőzöse

1874–75-ben több kutatócsoport is felkereste a szigeteket, hogy megfigyelhessék a Vénusz 1874. december 9-re előrejelzett átvonulását a Nap előtt. A viszonylag ritka esemény alapján a tudósok az eddigieknél pontosabban számíthatták ki a Föld és a Nap távolságát, így ebben az évben több megfigyelőállást is létesítettek Kerguelenen. Egy amerikai expedíció G. P. Ryan vezetésével a Pointe Molloy nevű helynél, a Courbet-félsziget délnyugati részén épített fel kisebb csillagvizsgálót, amely szeptember 7-én készült el. Az SMS Gazelle hadihajóval érkező német tudósok a félsziget átellenes északnyugati partjánál, Anse Betsynél, október 26-ára építették ki Georg von Schleinitz (1834–1910) irányításával csillagászati és földmágnesség-kutató központjukat.
Az 1872–76 között lezajlott brit szervezésű, oceanográfiai Challenger-expedíció keretében 1874. január 7-től 31-ig a Kerguelen-szigetek térségét is felmérték. A küldetés tudományos vezetését Charles Wyville Thomson (1830–1882), skót zoológus vállalta.
1877-ben szénbányászattal is kísérleteztek a szigeten, de a gyenge minőségű energiahordozó kitermelése még ugyanebben az évben megszűnt.
A brit, amerikai és ausztrál bálna- és fókavadászok folyamatos jelenléte fokozatosan aláaknázta a szigetvilágra vonatkozó francia birtokigényeket, amit – mint a terület első felfedezői – továbbra is fenntartottak. A francia vezetés ezért elrendelte a Kerguelen-szigetek hivatalos birtokba vételét, amit a L’Eure fedélzetén az Oiseau-öbölbe érkezett küldöttség 1893. január 1-jén teljesített. Január 7-én újabb ceremónia keretében megalapították a hajótörötteket ellátó mentőállomást.

### 20. század

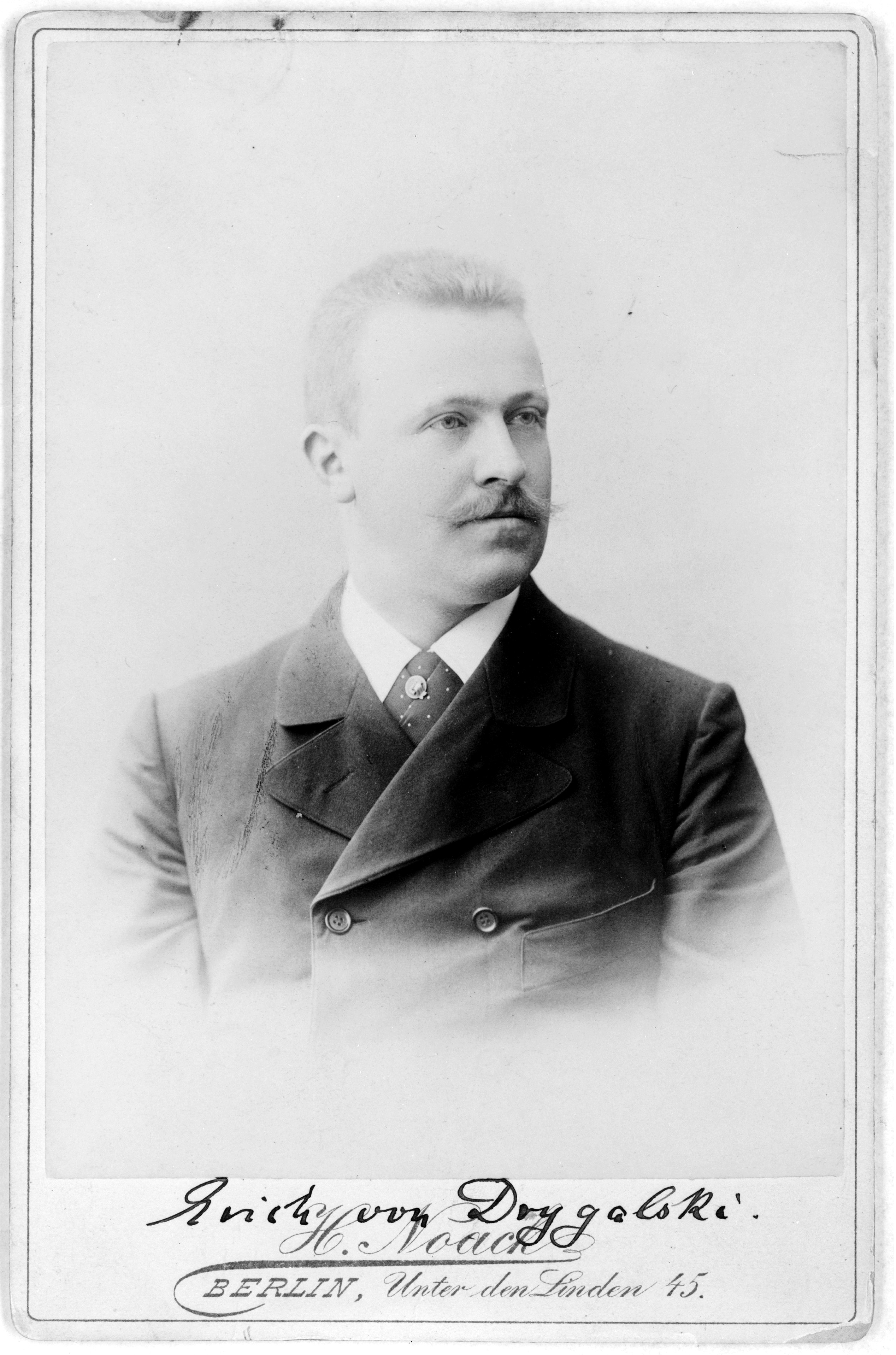
Erich Dagobert von Drygalski

1901 és 1903 között újabb, ezúttal német földmágneses és éghajlati megfigyelőhely létesült a Baie de l’Observatoire elnevezésű öbölben. Az épületet a Vénusz átvonulásakor az angolok által még 1874-ben kialakított védkunyhó gerendáiból és deszkáiból húzta fel a Gauss nevű hajóval, Erich Dagobert von Drygalski (1865–1949) irányítása alatt érkező Antarktisz-kutatócsoport.
A kutatóállomást haláláig Josef Enzensperger (1873–1903) hegymászó és meteorológus vezette, aki naplójában részletesen beszámolt a gyakran igen nehéz körülményekről, a kellemetlen időjárásról és az expedíció résztvevőinek szenvedéseiről. A nehézségektől függetlenül azonban mindig szép szavakkal illette a nagyszerű szubantarktikus tájat. Enzensperger 1903. február 2-án, a B1-vitamin hiánya okozta beriberi-kórban halt meg. Sírja az egykori állomás közelében lehetett, ma már nem lelhető fel.
Henry Bossière (1859–1941) és René Bossière (1857–1941) 1908-ban társaságot alapítottak Compagnie Générale des Îles Kerguelen elnevezéssel, amely 1908 és 1929 között többé-kevésbé folyamatosan működött. Juhtenyésztéssel kísérleteztek, de az állatok számára is kedvezőtlen éghajlat miatt végül zátonyra futott elképzelésük.

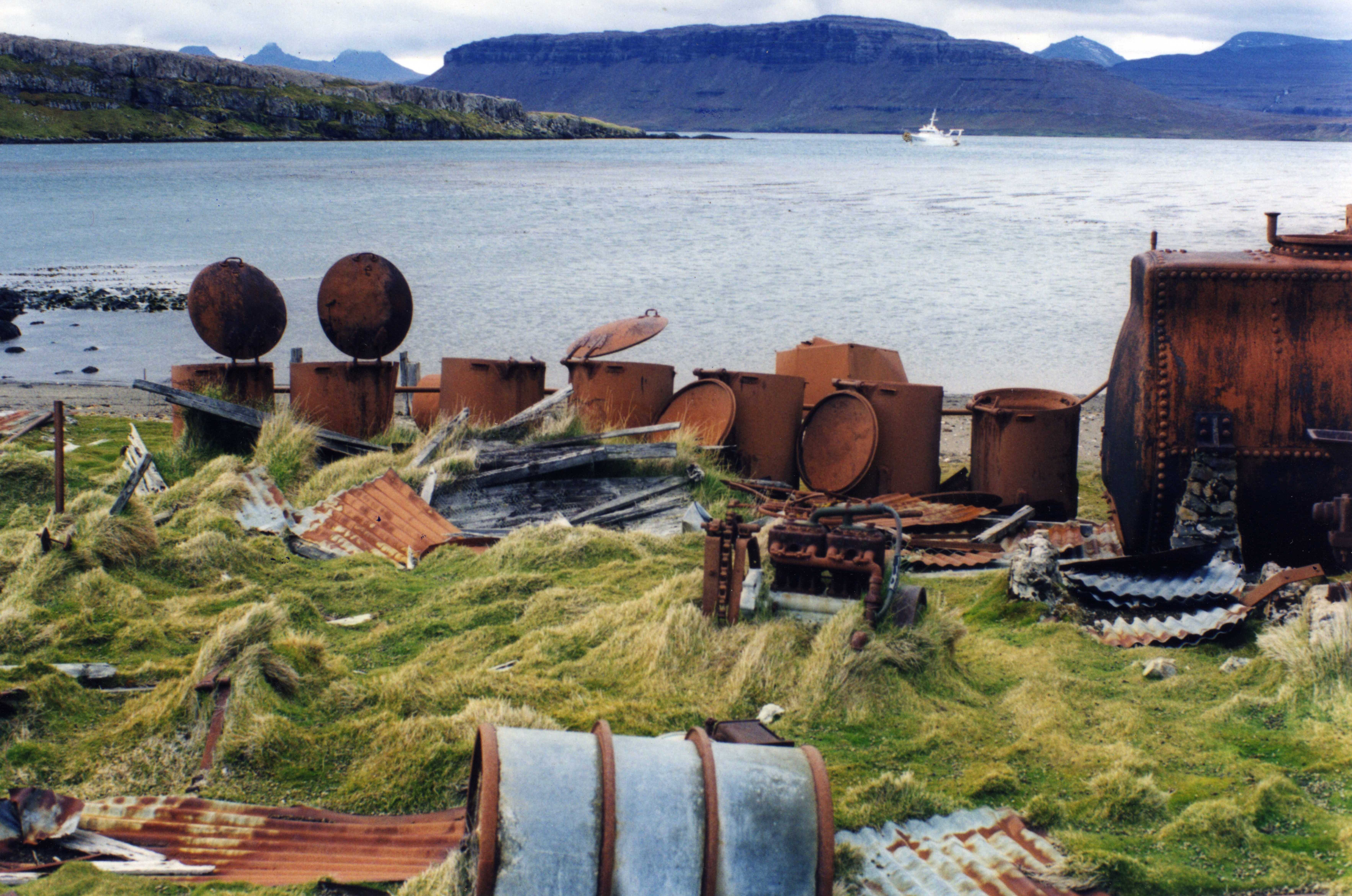
Fókazsír kinyerésére használt tartályok maradványai Port-Couvreux-nél

A francia fivérek vezette társaság a norvég A/S Kerguelen bálnavadászcégnek adta a szigetek körüli vizeken történő bálna- és fókavadászat jogát. A norvégek 1908-ban hozták létre bázisukat a Jeanne d’Arc-öbölben (Port-Jeanne d’Arc), és a következő három évben 442 bálnát öltek meg, belőlük 13 760 hordó cetzsírt nyertek ki. 1911-ben áttértek a fókavadászatra, így az 1911/12-es évadban már 17 000 hordóra nőtt a zsírtermelés.
A Rallier du Baty-testvéreknek vannak nagy érdemei a szigetvilág tudományos feltárásában, akik 1908-ban saját expedíciót szerveztek a J. B. Charcot fedélzetén. Raymond Rallier du Baty (1881-1978) 1913-ban Curieuse nevű hajójával ismét Kerguelenre látogatott. A szorgos fivéreknek köszönhető a szigetcsoportról szóló első, átfogó leírás; elsőként gyűjtöttek pontos vízrajzi, földtani és geomorfológiai adatokat. Nagyrészt nekik köszönhetően született meg 1922-ben a Kerguelen-szigetek első teljes térképe.
1929-ben brit–ausztrál–új-zélandi kutatócsoport utazott Kerguelenre Sir Douglas Mawson (1882–1958) vezetésével, az RRS Discovery fedélzetén. A svájci Edgar Aubert de la Rüe (1901–1991) 1928 és 1952 között többször járt a szigetvilágban Austral nevű hajójával; tudományos szempontból is értékes tapasztalatait 1932-ben tárta a nyilvánosság elé Etude Géologique et Géographique de l'Archipel des Kerguelen című tanulmányában.

#### A második világháború

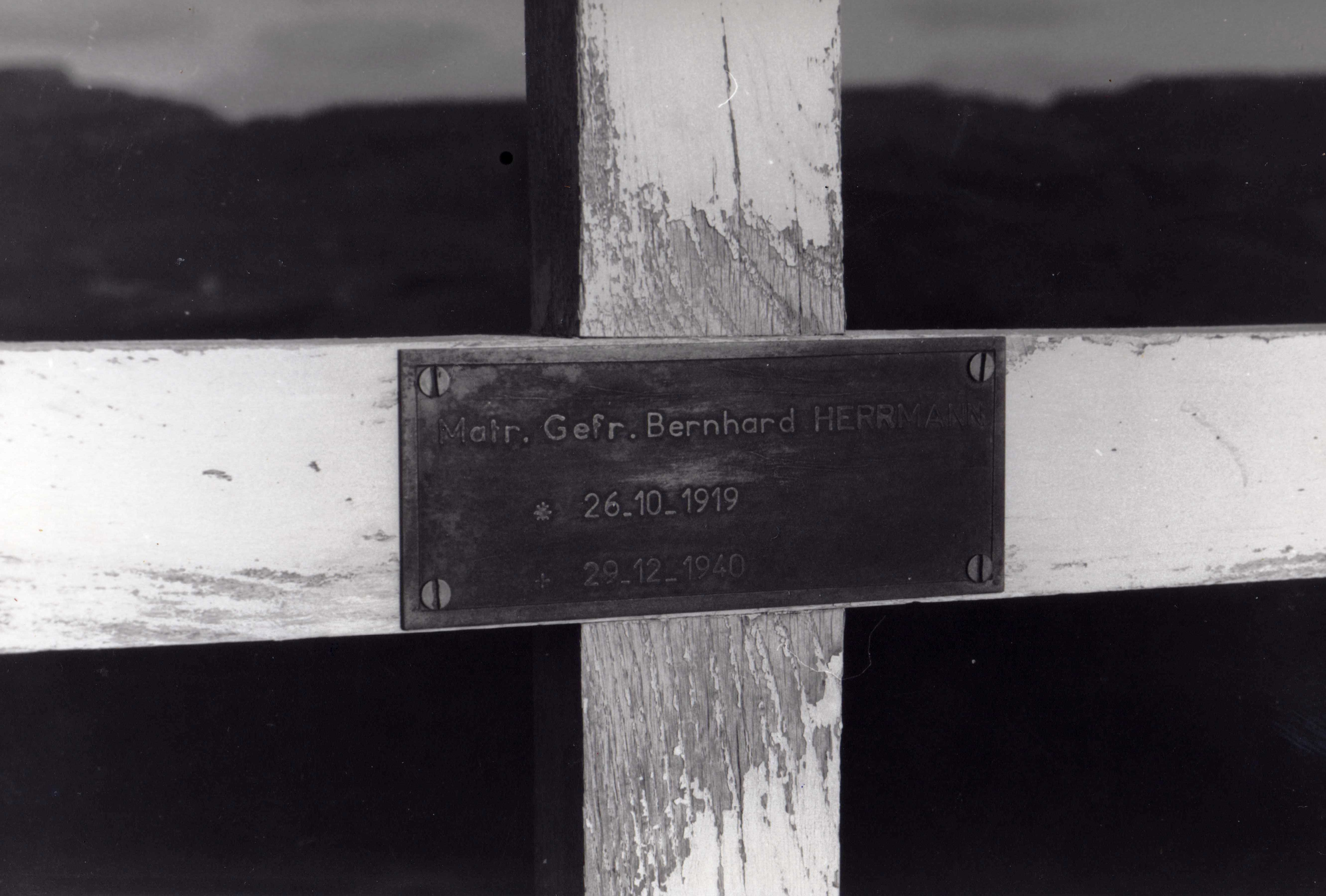
Az 1940-ben szerencsétlenül járt német katona, Bernhard Herrmann sírja

A Kerguelen-szigeteket sem kímélte meg teljesen a második világháború. A szárazföldbe mélyen benyúló fjordok kiváló rejtekhelyet biztosítottak az erre járó német hadihajók számára. 1940-ben három segédcirkálót is (Pinguin, Atlantis, Komet) a térségbe irányítottak a németek. Az Atlantis javítási munkálatai során Bernhard Herrmann (1919–1940) matróz halálos sebesülést szenvedett; holttestét a Bouquet de la Grye-félszigettől délre fekvő Beau Temps-öböl egyik kis szigetén helyezték végső nyugalomra. Sírhelye így a legdélebbi német katonasírnak számít, amelynek gondozásáért Németország még ma is fizet Franciaországnak.
A németek akár tengeralattjárókat is állomásoztathattak volna a Kerguelen-szigetek öbleiben, a szövetségesek ezért több kikötésre alkalmas partszakaszt elaknásítottak; így próbálták az ellenséges egységeket távol tartani és a terület viszonylagos érintetlenségét megőrizni. Egyes öblökben még ma is veszélyes lehorgonyozni.

#### Francia tengerentúli területté válása

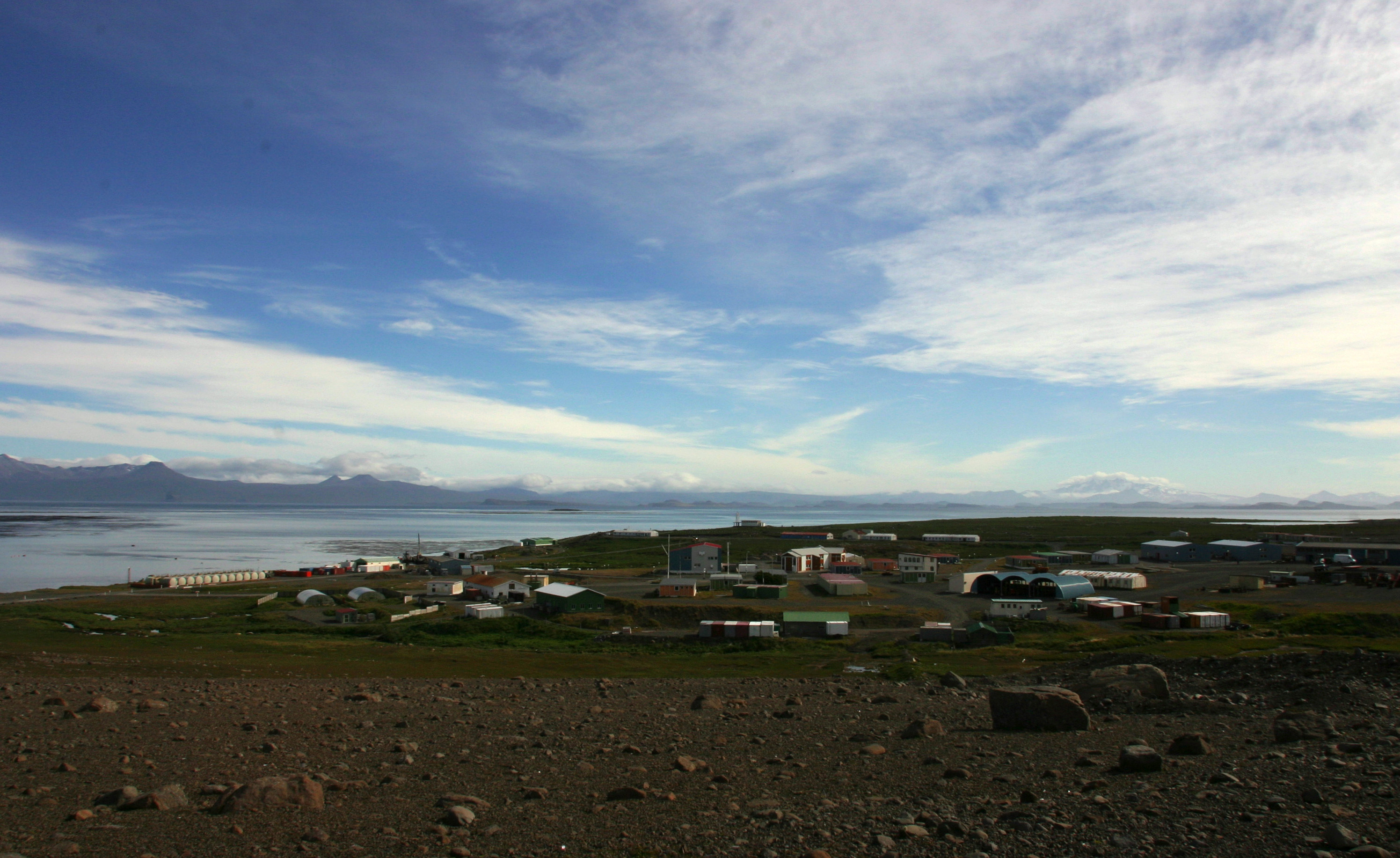
Port-aux-Français, háttérben a Morbihan-öböl

1947 és 1954 között rendszeresen felkereste Kerguelent az Ausztrál Nemzeti Sarkkutató-expedíció (Australian National Antarctic Research Expeditions). A francia kormány ezért ismét szükségesnek látta megerősíteni területi igényeit: 1949 decemberében Pierre Sicaud (1911–1998) irányításával kialakították állandó kutatóállomásukat a Morbihan-öbölben, amelyet Port-aux-Français névre kereszteltek. A Párizstól való hatalmas távolság miatt 1924-ben Madagaszkár gyarmati kormányzata alá rendelték a szigeteket. Még a délkelet-afrikai szigetállam önállósulása (1960) előtt, 1955-ben létrehozták a Francia déli és antarktiszi területeket (Terres australes et antarctiques françaises), mint Franciaország tengerentúli területét, amelynek egyik része Kerguelen lett.
A szigeteken található kutatóközpont fő tevékenységi körébe geológiai (vulkanológiai, szeizmológiai, kőzettani), meteorológiai, oceanográfiai és hidrológiai kutatások tartoznak, de végeznek itt orvostudományi, biológiai – különösen halbiológiai – vizsgálatokat is.
A sziget ellátását biztosító és személyszállításra is használt Marion-Dufresne II mellett a Paul-Émile Victor Sarkkutató Intézet kisebb hajója, a Curieuse N.O. segíti a szigetvilág számos, csak tenger felől megközelíthető pontján folyó kutatásokat. A kutatók és a kisegítő személyzet mellett bizonyos számú turista is a szigetekre látogathat a Marion-Dufresne II fedélzetén, bár az út igen költséges, a hajó ráadásul az eleve nehezen elérhető Réunion szigetéről indul.
1963 óta a Courbet-félszigetről rendszeresen indítanak tudományos célú kutatórakétákat, elsősorban Arcas, Dragon és Eridan típusúakat. A francia űrügynökség (Centre national d’études spatiales) 1992-től tart fenn egy Port-aux-Français-tól 4 kilométerre lévő bázist, ahonnan a francia guyanai Kourou űrközpontjából indított Ariane-rakétákat irányítják.

## A művészetekben
A sziget és környezete fontos helyszíne Patrick Robinson 1998-as Tájfun (Kilo Class) című regényének.